# カルブラゼパム
Template:Cs1 config

カルブラゼパム（英：Carburazepam）]はベンゾジアゼピン誘導体である薬物である。